# Ergatettix crassipes
Ergatettix crassipes är en insektsart som först beskrevs av Hancock, J.L. 1912.  Ergatettix crassipes ingår i släktet Ergatettix och familjen torngräshoppor. Inga underarter finns listade i Catalogue of Life.